# Canute Service Station
Pour les articles homonymes, voir Canute.
La Canute Service Station est une ancienne station-service américaine à Canute, dans le comté de Washita, en Oklahoma. Située le long de l'U.S. Route 66, elle a été construite en 1936 puis agrandie en 1939 selon un style désormais Pueblo Deco. Elle est inscrite au Registre national des lieux historiques depuis le 9 février 1995.